# Museo Metropolitano de Fotografía de Tokio
El Museo Metropolitano de Fotografía de Tokio, en idioma japonés 東京都写真美術館 Tōkyō-to Shashin Bijutsukan, es un museo de fotografía situado en  el barrio de Meguro, cerca de la estación de Ebisu del suroeste de Tokio que tiene exposiciones permanentes de fotógrafos japoneses y extranjeros.
El museo se inauguró de modo provisional en 1990 y trasladándose a su actual edificio en 1995. En ese momento fue de los primeros museos o galerías de fotografía de Japón que en vez de realizar una exposición monográfica sobre un autor abordó un trabajo temático con el concurso de varios fotógrafos. Entre los que han expuesto sus imágenes se encuentran Berenice Abbott, Tadahiko Hayashi, Martin Parr y Hiromi Tsuchida.
Dispone de una biblioteca con una colección considerable de libros dedicados a la fotografía y organiza también exposiciones de anime y videojuegos.
En el libro 328 Outstanding Japanese Photographers (328 Fotógrafos japoneses excepcionales) se presenta un comentario y una pequeña reproducción de una fotografía de los más de trescientos fotógrafos representados en la colección permanente del museo. Los principales fotógrafos japoneses representados en su colección permanente incluyen Shotaro Akiyama, Yasuhiro Ishimoto, Shōji Ueda, Kikuji Kawada, Ihei Kimura, Kineo Kuwabara, Yoshikazu Shirakawa, Hiromi Tsuchida, Shōmei Tōmatsu, Shigeichi Nagano, Ikkō Narahara, Hiroshi Hamaya, Tadahiko Hayashi, Shinya Fujiwara, Eikoh Hosoe, Kansuke Yamamoto, Daidō Moriyama, Yoshio Watanabe, Nobuyoshi Araki, Masahisa Fukase, Seiichi Furuya, Naoya Hatakeyama, Miyako Ishiuchi, Kazuo Kitai, Keizo Kitajima, Hotaro Koyama, Ryuji Miyamoto, Yasumasa Morimura, Yuki Onodera, Tokihiro Sato, Kishin Shinoyama, Toshio Shibata, Issei Suda, Hiroshi Sugimoto, Kiyoshi Suzuki, Yutaka Takanashi, Akihide Tamura, Hiroshi Yamazaki, y Miwa Yanagi.
El nombre por el que se conoce al museo es Syabi que se lee como «shabi».